# Nu är det pingst. I vårdräkt skön
Nu är det pingst. I vårdräkt skön är en psalm med text skriven 1877 av Lina Sandell. Texten bearbetades 1893 av Carl Boberg och 1986 av Harry Lindström. Psalmen kan sjungas till två melodier. Den ena skriven 1830 av Lowell Mason och den andra skriven före 1845 av Sophie Dedekam.

## Publicerad i
- Psalmer och Sånger 1987 som nr 526a (Mason) under rubriken "Kyrkoåret - Pingst".[1]
- Psalmer och Sånger 1987 som nr 526b (Dedekam) under rubriken "Kyrkoåret - Pingst".[1]